# Klenovský Vepor
Klenovský Vepor (1338 m n.p.m.) – charakterystyczny, wybitny szczyt w słowackich Rudawach Weporskich, najwyższy w grupie tzw. Balockich Wierchów (słow. Balocké vrchy).
Klenovský Vepor stanowi centrum wielkiego rozrogu górskiego, rozgałęziającego się długimi, mocno rozczłonkowanymi grzbietami górskimi we wszystkie strony świata. Grzbiety te są porozdzielane głębokimi, krętymi dolinami. Płynące nimi potoki w części południowo-wschodniej masywu spływają do Klenowskiej Rymawy, zaś w części północno-zachodniej – do Czarnego Hronu.
Masyw zbudowany jest ze skał andezytowych, które w wielu miejscach (na szczycie oraz w południowej i zachodniej części masywu) wychodzą na powierzchnię w formie ścian i wychodni skalnych, nadając tej górze charakterystyczne rysy. Oglądana z daleka przypomina kształtem sylwetkę leżącego wieprza (słow. vepor = wieprz).
Cały masyw, mniej więcej powyżej poziomicy 1150 m n.p.m., obejmuje rezerwat przyrody "Klenovský Vepor".
Z wierzchołka, wyniesionego ponad otaczające go lasy, roztacza się szeroka panorama. Najbardziej interesujące widoki są w kierunku północno-zachodnim, do doliny Czarnego Hronu i na masyw Praszywej w Niżnych Tatrach.

## Szlaki turystyczne
Szczyt jest dostępny wiodącym przezeń dalekobieżnym, czerwono znakowanym szlakiem turystycznym, tzw. Rudną Magistralą:
- z przełęczy Tlstý javor 4 godz. 10 min;
- z przełęczy Zbojská 4 godz. 30 min.